# Wyocena
Wyocena est un village du comté de Columbia, dans l'État du Wisconsin, aux États-Unis. En 2020, il comptait une population de 756 habitants.